# Цукканьи, Аттилио
Атти́лио Цукка́ньи (итал. Attilio Zuccagni; 1754—1807) — итальянский ботаник и врач.

## Биография
Аттилио Цукканьи родился 10 января 1754 года во Флоренции. Учился медицине в Пизанском университете.
Цукканьи был врачом великого герцога Тосканского. Затем Аттилио совершил путешествие в Испанию и Португалию для изучения местной флоры. В 1775 году Цукканьи был вызван во Флоренцию для определения растений коллекции герцога Петера Леопольда. Впоследствии он был назначен директором Флорентийского ботанического сада. С 1785 по 1795 ассистентом Цукканьи был Джузеппе Радди. Радди и Цукканьи были соавторами нескольких научных статей по ботанике.
В 1806 году Аттилио стал профессором зоологии и минералогии в Музее естественной истории. Однако 21 октября 1807 года Аттилио Цукканьи скончался.
Гербарий Цукканьи хранился в Музее естествознания (FI), однако в 1842 году Филиппо Парлаторе, обнаружив его практически уничтоженным насекомыми, выбросил остатки гербария.

## Научные работы
- Zuccagni, A. (1775). Dissertazione Ditef. 45 p.
- Zuccagni, A. (1801). Synopsis plantarum horti regii florentini 1801. 59 p.

## Роды растений, названные в честь А. Цукканьи
- Zuccagnia Cav., 1799, nom. cons.
- Zuccangnia Thunb., 1798, nom. rej. [syn.  Dipcadi Medik., 1790]